# Child of the Night
Child of the Night is de tiende aflevering van het achtste seizoen van het tienerdrama Beverly Hills, 90210, die voor het eerst werd uitgezonden op 12 november 1997.

## Plot
Carly is niet blij met het feit dat een ex-vriendin van Steve hem aanwijst als vader van de baby waar ze nu zwanger van is. Steve wil haar overtuigen dat hij de vader niet is maar Carly twijfelt nog en vraagt hem een DNA-test te doen om het zeker te weten. Steve weigert dit omdat hij dit weggegooid geld vindt. Steve probeert zijn ex te overtuigen om de zwangerschap te beëindigen omdat dit beter is voor het kind, Steve vindt het beter dat het kind niet opgroeit met alleen een moeder. De ex weigert dit en is van plan om het kind alleen op te voeden. Steve vraagt Carly om met de ex te praten en haar duidelijk te maken dat het moeilijk is om als alleenstaande moeder een kind op te voeden. Carly wil dit wel doen en tijdens het gesprek wordt duidelijk dat Carly geen spijt heeft van het krijgen van Zach en dit doet de ex besluiten dat het wel mogelijk is om alleen een kind op te voeden. Nu rest Steve niets anders dan een DNA-test te ondergaan om aan te tonen dat hij de vader niet is.
Nu Erica gevlucht is vanuit het huis van Brandon en alle waardevolle spullen heeft meegenomen willen Brandon en Kelly alles doen om haar terug te vinden en schakelen ze de politie in. Ze zijn ervan overtuigd dat Erica nog steeds onder de invloed is van haar pooier. Uiteindelijk wordt Erica opgepakt door de politie en Brandon en Kelly halen haar op maar doen geen aangifte van diefstal tegen haar. Ze nemen Erica terug naar huis en maken haar duidelijk dat ze nu haar laatste kans krijgt en ze zal moeten aantonen dat ze er voor wil gaan. Brandon wil een verhaal over haar schrijven van het leven als straatprostituee, Erica twijfelt en als Brandon belooft haar naam niet te noemen gaat ze overstag. Als het verhaal gedrukt is en het gelezen wordt dan komt er een openbare aanklager langs die van Brandon de naam wil weten van degene waar het verhaal over gaat om zo de pooier aan te kunnen klagen. Brandon weigert dit en beroept zich op journalistieke bronbescherming. De openbare aanklager blijft aandringen en waarschuwt Brandon dat hij gearresteerd zal worden als hij niet meewerkt. Kelly vraagt Brandon om mee te werken maar Brandon blijft weigeren om zijn bron op te geven.
David gaat eindelijk open kaart spelen tegen zijn vader en biecht hem op dat hij blut is en veel schulden heeft. Mel is geschokt en wil David overhalen om zich failliet te verklaren om zo de schuldeisers tevreden te stellen. Ook zal hij David een cheque sturen om Donna af te betalen en zal hij David een advocaat sturen die hem zal helpen. David vertelt hem niet over zijn schuld bij een woekeraar omdat hij zich hiervoor te veel schaamt. David geeft de cheque aan Donna en hoopt dat ze hem hiermee vergeeft maar hij krijgt te horen dat ze hem niet meer kan vertrouwen en blijft bij haar besluit om het uit te maken, dit tot groot verdriet van David. Donna geeft David een dag de tijd om zijn spullen uit het appartement te halen en zal hem niet storen door de dag door te brengen op de boot van haar ouders. Daar is Noah ook bezig met het onderhoud aan de boot en ze hebben het gezellig samen, de dag eindigt met een kus. Valerie komt net binnen en ziet de twee samen kussen en sluipt weer weg. Wat ze gezien heeft kan ze niet voor zich houden en ligt David in die aan het werk is in zijn club. David is furieus als hij dit hoort en wil Noah met dit nieuws confronteren. Als hij op Noah afloopt ziet hij ineens zijn woekeraar aanlopen met zijn lijfwacht. Hij vertelt hen dat hij het geld heeft en maakt hen wijs dat hij het geld zal halen. Maar in plaats van het geld te halen wil David vluchten en rent naar zijn auto maar hij wordt ingehaald door hen. Het komt tot een vechten en David krijgt flinke klappen, voordat het erger wordt springt Noah tussenbeide en zorgt ervoor dat de woekeraar met zijn lijfwacht afdruipt. Als de woekeraar de volgende dag terugkomt dan hoort hij van hen dat de schuld betaald is en dat David van hen af is. Ze lopen weg David verbaasd achterlatend.

## Rolverdeling
- Jason Priestley - Brandon Walsh
- Jennie Garth - Kelly Taylor
- Ian Ziering - Steve Sanders
- Brian Austin Green - David Silver
- Tori Spelling - Donna Martin
- Tiffani Thiessen - Valerie Malone
- Joe E. Tata - Nat Bussichio
- Matthew Laurance - Mel Silver
- Hilary Swank - Carly Reynolds
- Vincent Young - Noah Hunter
- Myles Jeffrey - Zach Reynolds
- Johna Stewart-Bowden - Erica McKay
- Fatima Lowe - Terri Spar